# 유로클론
유로클론(Euroclone)이란 국제보조어 중에서 어휘나 음소, 문법, 용례 등을 유럽어에 기초를 두고 만들어진 것들을 말한다. 대부분의 주요 국제보조어가 유로클론에 속하며, 대부분 로망스어나 게르만어에서 가져온 기초 어휘를 혼합하여 만들어지나, 특히 로망스어(라틴어) 계열의 어휘가 많다. 이들 유로클론에 속하는 언어는 대부분 문장의 형태나 발성되었을 때의 소리가 기존의 유럽어와 흡사하여 비유럽인의 시각에서는 서로 구분되지 않는 경우가 많다. 클론이란 표현에는 이러한 특징에 대해 약간 야유하는 어감이 숨어 있다.

## 주요 유로 클론들
- 에스페란토
- 이도
- 인터링구아
- 링구아프랑카노바